# Yehudi Menuhin
Yehudi Menuhin, Baron of Stoke D'Abernon (New York, 22 april 1916 – Berlijn, 12 maart 1999) was een Amerikaans (later Brits) violist, altviolist en dirigent.

## Biografie

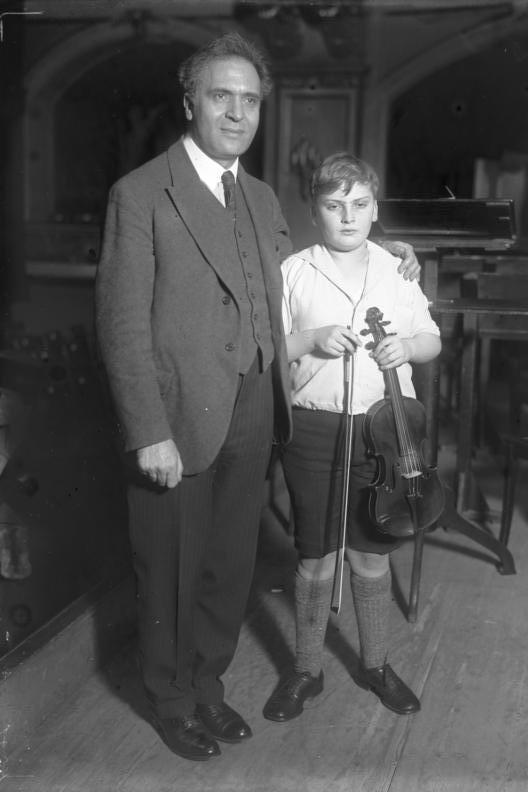
Menuhin met Bruno Walter (1931)

Menuhin is geboren in New York in een Litouws-joods Litwak (ליטוואק) gezin. Zijn ouders werden in 1919 Amerikaans staatsburger en wijzigden de familienaam van Mnuchin tot Menuhin.
Menuhin was een leerling van Louis Persinger, Georges Enesco en Adolf Busch. Tijdens de Tweede Wereldoorlog speelde hij voor geallieerde soldaten. Na de bevrijding van het concentratiekamp Bergen-Belsen in april 1945 trad hij samen met componist-pianist (pacifist) Benjamin Britten op voor de bevrijde gevangenen.
In 1947 ging hij samen met dirigent Wilhelm Furtwängler terug naar Duitsland als een daad van verzoening: hij was de eerste joodse musicus die na de Holocaust naar Duitsland ging voor optredens. Na een succesvolle periode waarin hij geroemd werd om zijn romantische en weelderige stijl, kreeg hij lichamelijke en artistieke problemen als gevolg van zijn drukke werkzaamheden tijdens de Tweede Wereldoorlog en te weinig focus in zijn vroege opleiding. Oefeningen en studie in combinatie met yoga en meditatie hielpen hem om over de meeste problemen heen te komen. In 1952 raakte hij bevriend met de yoga-instructeur B.K.S. Iyengar. Menuhin zorgde ervoor dat Iyengar les in yoga kon geven in onder meer Londen, Zwitserland en Parijs. Voor veel westerlingen was dit de eerste kennismaking met yoga.
In 1962 richtte hij de Yehudi Menuhin school op in Surrey. Ook verzorgde hij rond die tijd het muziekprogramma op de Nueva School in Hillsborough. Bekende leerlingen van hem zijn Nigel Kennedy en de Hongaarse violist Csaba Erdélyi.
Menuhin trad tot op hoge leeftijd op en werd vooral bekend door zijn diepzinnige en toch eenvoudige interpretaties. In de jaren tachtig maakte hij samen met Stéphane Grappelli jazz-opnames. Ook maakte hij opnames van Oosterse muziek met de sitar-speler Ravi Shankar. Yoga bleef Menuhin tot op hoge leeftijd beoefenen.

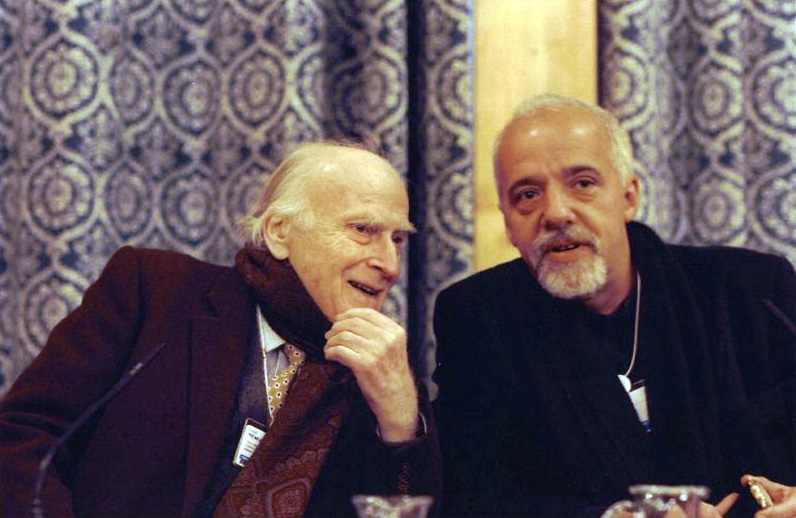
Menuhin met Paulo Coelho (1999)

In 1985 werd hij Brits staatsburger en werd zijn erebenoeming uit de jaren zestig tot ridder opgewaardeerd tot een volwaardige. In 1993 kreeg hij de niet-erfelijke titel Baron.
Vanaf 1992 maakte hij zich dienstbaar als UNESCO Goodwill Ambassador. Hij stierf op 12 maart 1999 in Berlijn op 82-jarige leeftijd na een kort ziekbed als gevolg van complicaties van een bronchitis. Hij werd op 19 maart 1999 begraven op het terrein van zijn school in Stoke d'Abernon in Surrey.
- Bibsys: 90127451
- Biblioteca Nacional de España: XX963009
- Bibliothèque nationale de France: cb11915594t (data)
- CiNii: DA00374601
- Gemeinsame Normdatei: 118580906
- Historisch woordenboek van Zwitserland: 020705
- International Standard Name Identifier: 0000 0001 2120 8271
- Library of Congress Control Number: n50036995
- Nationale Bibliotheek van Letland: 000113025
- MusicBrainz: 2a8949f5-d681-4df2-a2fd-a08966ae2d31
- Bibliotheek van het Japanse parlement: 00449773
- Nationale Bibliotheek van Tsjechië: jn19990005610
- Nationale bibliotheek van Australië: 35347047
- Nationale Bibliotheek van Israël: 987007265210105171
- Nationale Bibliotheek van Polen: a0000001264335
- Nationale en Universitaire bibliotheek Zagreb: 000097607
- Nederlandse Thesaurus van Auteursnamen: 069234205
- Réseau des bibliothèques de Suisse occidentale: 02-A003584417
- Istituto Centrale per il Catalogo Unico: RAVV039687
- LIBRIS: 208903
- SNAC: w60c4t1h
- Système universitaire de documentation: 027023214
- Museum of New Zealand Te Papa Tongarewa: 53762
- Trove: 920454
- Virtual International Authority File: 12312362
- WorldCat: E39PBJmP6c6vV7xrHpDbYQ3bBP